# 緋夜傳奇
《緋夜傳奇》是万代南梦宫娱乐於2016年發售的角色扮演遊戲，對應PlayStation 3、PlayStation 4和Microsoft Windows平台。本作是《傳奇系列》母艦作品（正篇）的第十六作，特有種類名稱為「堅持自我原則而活的RPG（君が君らしく生きるためのRPG）」。

## 故事劇情
《緋夜傳奇》的故事發生在《熱意傳奇》的世界的1000多年前，史上第一位導師與憑魔之王的誕生的時點。

## 登場人物

### 主要人物
薇爾貝特·克拉弗（Velvet Crowe）
年齡：19歳；身高：170cm；武器：突刺劍；種族：噬魔
聲優：佐藤利奈
萊菲瑟特（Laphicet）
年齡：10歳；身高：142cm；武器：紙片；種族：聖隸
聲優：淺倉杏美
嵐月六郎（Rokurou Rangetsu）
年齡：22歳；身高：180cm；武器：雙劍；種族：業魔
聲優：岸尾大輔
瑪琪露（Magilou）
年齡：??歳；身高：160cm；武器：式神；種族：人類
聲優：佐藤聰美
艾杰恩（Eizen）
年齡：1000歳；身高：187cm；武器：手環；種族：聖隸
聲優：森川智之
艾蕾諾亞·修姆（Eleanor Hume）
年齡：18歳；身高：165cm；武器：長槍；種族：人類
聲優：小清水亞美
畢安弗（Bienfu）
年齡：??歳；種族：聖隸
聲優：永澤菜教

### 聖寮
阿托利斯（Artorius Collbrande）
聲優：堀内賢雄
聖寮的領導人，在聖寮裡有著「導師」的稱號。
奧斯卡（Oscar Dragonia）
聲優：前野智昭
聖寮的一級對魔士。
德蕾莎（Teresa Linares）
聲優：堀江由衣
聖寮的一級對魔士，奧斯卡同父異母的姐姐。
時雨（Shigure Rangetsu）
聲優：中井和哉
聖寮的特等對魔士，31歲，185cm，六郎的哥哥。
希亞莉茲（Seres）
聲優：新井里美
阿托利斯的聖隸。
梅爾齊歐（Melchior Mayvin）
聲優：飛田展男
聖寮的特等對魔士，130歲，165cm。

### 噬魔
莫亞娜
聲優：黑澤朋世
梅蒂莎
聲優：本田貴子

### 重要人物
萊菲瑟特·克拉弗（Laphicet Crowe）
年齡：11歳；身高：142cm；種族：人類
聲優：釘宮理惠
薇爾貝特之弟。
瑟莉卡·克拉弗（Celica Crowe）
聲優：新井里美
薇爾貝特與萊菲瑟特之姐。
札維塔（Zaveid）
年齡：600歳；武器：擺錘；種族：聖隸
聲優：津田健次郎
見熱情傳奇部分。
艾德娜（Edna）
見熱情傳奇部分。
邦·艾弗列德
聲優：堀之紀
艾弗列德海賊團船長。

### 其他人物
裘德·瑪提斯（Jude Mathis）
聲優：代永翼
見無盡傳奇部分。
蜜拉·麥斯威爾（Milla Maxwell）
聲優：澤城美雪
見無盡傳奇部分。

## 主題歌
「BURN」
歌 - FLOW

## 開發
萬代南夢宮娛樂在2015年4月20日，和另外兩款遊戲一同申請商標。官方於6月6日正式宣布遊戲，並公開了由豬股睦美設計、佐藤利奈配音的主人公薇爾貝特。一同宣布的還有，ufotable負責過場動畫。官方稱遊戲為傳奇系列20周年紀念的最後一環。

## 外部連結
- 官方网站 （日語）